# Tomás Ramón Fernández
Tomás-Ramón Fernández Rodríguez (Burgos; 1941) es un jurista y catedrático de Derecho español.

## Biografía
Tras licenciarse en Derecho por la Universidad de Valladolid en 1962 y doctorarse por la Universidad Complutense de Madrid, en 1966, accede a la Cátedra de Derecho Administrativo de la Universidad del País Vasco en 1972. Permanece en ella hasta 1975 en la que se transfiere a la Universidad Nacional de Educación a Distancia, ejerciendo el cargo de Decano de la Facultad de Derecho hasta 1977 y Rector hasta 1982.
Durante el Gobierno de Leopoldo Calvo-Sotelo formó parte de la Comisión de Expertos sobre Autonomías que se estableció en el año 1981.
En 1983 accede e la Cátedra de Derecho Administrativo de la Facultad de Derecho de la Universidad Complutense de Madrid.
Autor de numerosos manuales jurídicos, es especialmente destacable el Curso de Derecho Administrativo, escrito junto a Eduardo García de Enterría, y cuya primera edición data de 1974.
Es miembro de la Real Academia de Jurisprudencia y Legislación.

## Obra (selección)
- De la Arbitrariedad del Legislador, Civitas Ediciones.
- Estudios de derecho ambiental y urbanístico.
- Derecho urbanístico de Madrid.
- La Ley Orgánica y el bloque de la constitucionalidad.
- Una crónica de la legislación y la ciencia jurídica en la España contemporánea.
- Curso de Derecho Administrativo (I y II), junto a Eduardo García de Enterría.
- El derecho y el revés: diálogo epistolar sobre leyes, abogados y jueces, junto a Alejandro Nieto García.